# Theresa Zabell
Theresa Zabell Lucas (ur. 22 maja 1965 w Ipswich) – hiszpańska żeglarka, dwukrotna złota medalistka olimpijska, w latach 1999–2004 eurodeputowana.

## Życiorys
W 1979 rozpoczęła profesjonalne treningi żeglarskie w Maladze. Początkowo pływała w klasie Europa, od 1991 startowała w klasie 470. Pięciokrotnie wygrywała mistrzostwa świata (1985, 1992, 1994, 1995 i 1996), trzykrotnie zwyciężała w mistrzostwach Europy (1991, 1992 i 1994), była też wielokrotnie medalistką mistrzostwa Hiszpanii. W klasie 470 dwukrotnie zdobywała złote medale na letnich igrzyskach olimpijskich: w parze z Patricią Guerrą w Barcelonie (1992) i w parze z Begoñą Vía-Dufresne w Atlancie (1996).
Studiowała informatykę w Londynie i marketing w Grenadzie. W wyborach w 1999 z listy Partii Ludowej uzyskała mandat posłanki do Parlamentu Europejskiego V kadencji. Należała do grupy chadeckiej, pracowała w Komisji Kultury, Młodzieży, Edukacji, Mediów i Sportu (od 2002 jako jej wiceprzewodnicząca). W PE zasiadała do 2004.
Założyła i stanęła na czele fundacji ECOMAR.